# Сарчашма (район Рудаки)
Сарчашма (тадж. Сарчашма; до 2008 года — Бошбулок) — село в районе Рудаки Республики Таджикистан. Входит в состав джамоата (сельской общины) Султонобод района Рудаки.
Находится на расстоянии 25 км от райцентра (пгт. Сомониён) и 6 км от центра общины (село Султонобод).
Население — 285 чел. (2017).